# Hanazakarino Kimitachihe
Hanazakarino Kimitachihe (ch. trad. : 花樣少年少女 ; py : Huāyàng shàonián shàonǚ) est un drama taïwanais diffusé en 2006-2007 sur la CTS.

## Acteurs et personnages

### Acteurs principaux
- Lu Rui Xi (盧瑞希) (Ella Chen)
- Zuo Yi Quan (左以泉) (Wu Chun)
- Jin Xiu Yi (金秀伊) (Jiro Wang)

### Autres acteurs
- Mei Tian (梅田) (Tang Zhi Ping)
- Liang Si Nan (梁思南) (Danson Tang)
- Jiang Ye Shen (江野伸) (Chen Wen Xiang)
- Guan Ri Hui (關日輝) (Xie Zheng Hao)
- Da Shu (司馬樹) (Hsie He-hsian)
- Julia	(Nissa Marion)
- Yu Chi Lang
- Shen Le (申樂) (Ethan Juan)
- Lu Jing Xi (盧静希) (JJ Lin)
- Mei Ying Hua (梅穎華) (Guo Chin Chun)
- Wang Tian Si (王天寺) (Zhang Hao Ming)
- Li Cheng Yang (李承央) (Yang Hao Wei)
- Chi Jun Li (池君莉) (Vivienne Lee)
- Ri Ben Qiao (日本喬) (Fu Tou)
- Oscar	(Andy Gong)
- Yuan Qiu Ye (元秋葉) (Duncan Chow)
- Wu Wan Juan (吳琬絹) (Alexia Gao)
- Abby	Joelle Lu
- Ke Yu Xiang (柯語湘) (Chen Xiang Ling)
- Jiu Duan (九段)	(Kao Chi Hung)
- Bei Hua Ke (貝華克) (Yuan Ming Zhe)
- Men Zhen (門真)	(Zhang Yong Zheng)
- Ah Shen

## Diffusion internationale
| Pays         | Chaîne                | Titre                        | Première diffusion  |
| ------------ | --------------------- | ---------------------------- | ------------------- |
| Taïwan       | CTS                   | 花樣少年少女                 | 19 novembre 2006    |
| Taïwan       | GTV                   | 花樣少年少女                 |                     |
| Taïwan       | Disney Channel Taiwan | 花樣少年少女                 |                     |
| Hong Kong    | TVB J2                | 花樣少年少女                 |                     |
| Malaisie     | 8TV                   | Hanazakarino Kimitachihe     | 24 mai 2007         |
| Canada       | Talentvision          | Hanazakarino Kimitachihe     | 3 août 2007         |
| Viêt Nam     | HTV                   | Hoa dạng thiếu niên thiếu nữ |                     |
| Japon        | BS Japan              | 花ざかりの君たちへ           | 2008                |
| Philippines  | ABS-CBN               | Hana Kimi                    | 24 mars 2008        |
| Philippines  | ABS-CBN               | Hana Kimi                    | 7 juin 2009         |
| Chine        | Anhui Television      | 花樣少年少女                 | 2011                |
| Indonésie    | Indosiar              | Hanazakarino Kimitachihe     | juin 2011-août 2011 |
| Corée du Sud | KBS Drama             | 화양소년소녀                 |                     |

## Autres versions
- Hana-Kimi
- Hanazakari no Kimitachi e (Fuji TV, 2007)
- Hanazakari no Kimitachi e ~ Ikemen Paradise ~ 2011 (Fuji TV, 2011)
- To the Beautiful You (SBS, 2012)

### Sources
- (en) Cet article est partiellement ou en totalité issu de l’article de Wikipédia en anglais intitulé « Hanazakarino Kimitachihe » (voir la liste des auteurs).